# 吳聲發
吳聲發（英語：Andy Ng Sing Fat，1962年11月23日—），出生於香港，前香港模特兒及演員，已淡出演藝圈。

## 簡歷
吳聲發本身是模特兒行業出身，是一名游泳健將，曾在香港泳界創下輝煌紀錄，1984年參加匯豐銀行長途泳賽奪得冠軍，兼且他也是游泳教練，1986年參加亞洲電視主辦《一九八六電視先生選舉》獲得「魅力先生」殊榮，繼而簽約成為旗下藝員，除了參與電視劇集演出外也有主持節目，91年接拍一部三級色情片《情不自禁》，夥拍葉玉卿演出情慾戲。
90年代初中期吳聲發已退出演藝圈，2000年代移居新加坡在當地開設一家龜苓膏甜品專賣店當老闆。

## 演出作品

### 電視劇（亞洲電視）
| 年份   | 劇名               | 角色   | 單元                                     |
| 1987年 | 文學電視           |        | 單元《祝福》                             |
| 1987年 | 鐵血藍天           | 楊顯聲 |                                          |
| 1987年 | 成吉思汗           | 術赤   |                                          |
| 1988年 | 賭徒               |        |                                          |
| 1988年 | 灰太陽             |        |                                          |
| 1988年 | 黑夜               | 直安   |                                          |
| 1989年 | 夜琉璃             |        | 單山《大信封》 單元《N.G.》 單元《尋夢》 |
| 1989年 | 皇家檔案           | 警官   | 單元《燃燒的龍》                         |
| 1989年 | 上海風雲之爭雄歲月 |        |                                          |
| 1989年 | 霹靂神將           | 向陽   |                                          |
| 1990年 | 單身靚族           |        |                                          |
| 1990年 | 赤子雄風           |        |                                          |
| 1990年 | 法本無情           |        |                                          |
| 1990年 | 樓下伊人           |        |                                          |
| 1990年 | 我係Tuna Fi        | Sam    |                                          |
| 1990年 | 鬼做你老婆         | 阿中   |                                          |
| 1990年 | 90都市情懷         |        | 單元《流離之戀》                         |
| 1991年 | 大提琴與點38       | 華仔   |                                          |
| 1991年 | 中環英雄           | Jerry  |                                          |
| 1991年 | 勝者為王           | 阿南   |                                          |
| 1991年 | 豪門               | Paul   |                                          |
| 1992年 | 勝者為王II天下無敵 |        |                                          |

### 電視劇（香港電台）
- 1989年《人間有情》單元：憶良人
- 1990年《裁決》單元：阿祖的煩惱 飾阿祖

### 其他電視劇
- 1992年《廉政行動1992》單元：玩火的人（廉政公署）

### 電影
- 1988年《警察故事續集》
- 1991年《情不自禁》
- 1992年《來自北方的壞人》
- 1992年《塘西風月痕》飾 陳偉華
- 1992年《滾滾紅唇》
- 1993年《剃刀情人》

### 綜藝節目（亞洲電視）

#### 主持
- 1987年《黃金十點半》
- 1987年《紅兔大展》
- 1988年《奧運情報》

#### 演出
- 1989年《除夕特輯之夢想音符》

### 音樂錄像MV
- 《舊唱片》（KARAOKE）

## 外部連結
- 吳聲發在香港影庫上的簡介